# دعوة للتفاوض
الدعوة للتفاوض: هي مبدأ ماخوذ من القانون القضائي اللاتيني نسبة إلى البروفيسور اندريو بوروس. و«هو تعبير للاستعداد للتفاوض حيث يقوم شخص بدعوة للتفاوض لكن هذا لا يرتب عليه التزام ازا جاء قبول من قبل الشخص الذي وجه اليه البيان».
العقد هو اتفاق تطوعي ملزم قانونياً يتم تشكيله عندما يقدم الشخص عرضا، والباقي القبول. وممكن ان يكون هناك مناقشة اولية قبل ان يصبح العرض اولي. وتعرف هذه البيانات للتعاقد باسم «دعوات للتفاوض» أو «طلبات للمعلومات» أو «بيان النوايا».
قد يتم قبول العروض الحقيقية لتشكيل عقد، في حين قد لا تكون العروض مثل الدعوة للتفاوض. وعلى الرغم من انه لا يمكن قبول الدعوة للتفاوض الا اننا لا يمكن ان نتجاهلها لانها قد توثر على العرض. على سبيل المثال عندما يتم تقديم عرض فهو بحاجة إلى استجابة، وقد يتضمن العرض شروط الدعوة للتفاوض ما لم يتضمن العرض صراحة مصطلحات أخرى.

## قضية قانونية
عمومًا، الاعلانات ليس عروضا بل دعوات للتعامل معها، لذلك لا يضطر الشخص الذي يقوم بالإعلان على البيع. في en:Partridge v Crittenden، لم يكن المدعى عليه متهمًا بـ «عرض بيع الطيور المحمية» - الديوك والدجاجات الكبيرة التي أعلن عنها للبيع في إحدى الصحف - لم يعرض بيعها. قال اللورد باركر سي جيه إنه من غير المنطقي أن تكون الإعلانات عروض تجارية، لأن الشخص الذي يقوم بالإعلان قد يجد نفسه في وضع يكون فيه ملزمًا تعاقديًا ببيع سلع أكثر مما يمتلكه بالفعل.
في ظروف معينة تسمى العقود الأحادية، يمكن أن يكون الإعلان عرضًا؛ كما هو الحال في شركة en:Carlill v Carbolic Smoke Ball، حيث قيل أن المدعى عليهم، الذين أعلنوا أنهم سيدفعون 100 جنيهًا إسترلينيًا لأي شخص يشم كرة دخان بالطريقة الموصوفة ومع ذلك يصابوا بالإنفلونزا، كانوا ملزمين بموجب عقد لدفع 100 جنيه إسترليني لمن قبلها عن طريق القيام بالأعمال المطلوبة.
عرض البضائع المعروضة للبيع في نافذة متجر أو داخل متجر هو دعوة للتفاوض، وهي حالة رائدة تتعلق بمحلات السوبر ماركت. وبالتالي فإن صاحب المتجر غير ملزم ببيع البضائع، حتى إذا كانت اللافتات مثل «عرض خاص» مصاحبة للعرض. أيضا، في فيشر ضد بيل، لم يتعارض عرض سكين نفضي للبيع في متجر مع التشريعات التي تحظر «عرض بيع سلاح هجومي». إذا عرض أحد المتاجر عن طريق الخطأ سلعة للبيع بسعر منخفض جدًا، فإنه غير ملزم ببيعها بهذا المبلغ.
لكي يصبح العرض قادرًا على أن يصبح ملزمًا عند القبول، يجب أن يكون العرض محددًا وواضحًا وموضوعيًا ليكون قادرًا على القبول.
في إنجلترا، تخضع المزادات لقانون بيع البضائع لعام (بصيغته المعدلة). ينص القسم 57 (2) على ما يلي: «يكتمل البيع بالمزاد عندما يعلن بائع المزاد عن اكتماله بسقوط المطرقة، أو بطريقة عرفية أخرى. إلى أن يتم الإعلان، يجوز لأي عارض أن يتراجع عن عرضه». المادة 57 (3) تنص على ما يلي: «قد يخضع بيع المزاد لسعر احتياطي». ومع ذلك، إذا تم عقد المزاد «بدون احتياطي»، فإن البائع ملزم بالبيع لأعلى مزايد.وينطوي ضمنيًا من en:Payne v Cave، حالة مبكرة تتعلق بالمزادات، أن كل عطاء يعتبر منتهي الصلاحية عندما يقوم الآخرون بعروض أعلى؛ لكن بعض الدعاة (مثل en:EBay) قاموا بتعديل هذا الافتراض بشكل قانوني بحيث أنه في حالة سحب مزايد أعلى، قد يقبل عرضًا أقل.
عملية المناقصة هي موضوع نقاش. tفي قضية سبنسر ضد هاردينج، عرض المدعى عليه بيع الأسهم عن طريق المناقصة، لكن المحكمة رأت أنه لا يوجد وعد بالبيع لأعلى مزايد، مجرد دعوة للعروض التي يمكنهم قبولها أو رفضها عند الرغبة. في ظروف استثنائية، قد تكون دعوة للمناقصات عرضًا، كما هو الحال في en:Harvela Investments vs Royal Trust of Canada ،  حيث رأت المحكمة أن المدعى عليهم أوضحوا نية قبول أعلى مناقصة، ثم الدعوة إلى العطاء كان عرضًا يقبله الشخص الذي يقدم أعلى عطاء. أوضحت قضية Harvela أيضًا أن «العطاءات المرجعية» (على سبيل المثال «2,100,000 دولار أو 101,000 دولار تزيد عن أي عرض آخر قد تتلقاه، أيهما أعلى»، كما هو الحال في حالة Harvela) تعتبر باطلة لأنها «تتعارض مع السياسة العامة وليس لعبة الكريكيت».